# Sawano Hiroyuki
Sawano Hiroyuki (澤野 弘之 (Trạch Dã Hoằng Chi) sinh ngày 12 tháng 9 năm 1980) là một nhà soạn nhạc, cải biên nhạc, viết ca từ, nghệ sĩ dương cầm và nhà sản xuất nhạc người Nhật Bản, được biết đến qua nhiều bộ anime, trò chơi điện tử, phim truyện và điện ảnh. Các tác phẩm của anh bao gồm nhiều bản nhạc cho Đại chiến Titan, Thất hình đại tội, Lam hỏa diệt quỷ, Guilty Crown, Kill la Kill, Thiên thần diệt thế và Mobile Suit Gundam Unicorn. Ngoài vai trò làm nhạc phim, anh còn sáng tác các bài hát chủ đề mở đầu và kết thúc cho một số bộ phim. Nhìn chung, anh ấy đã cung cấp âm nhạc cho hơn 100 tác phẩm truyền thông hình ảnh.
Sawano đã được đề cử cho Giải thưởng Newtype Anime 11 lần, thắng được 4 trong số các đề cử. Anh cũng đã ba lần giành được Giải thưởng Anime Tokyo, cũng như hai Giải thưởng Anime Trending gần đây. Legendoor đại diện cho Sawano từ năm 2006 đến 2017, và hiện đang được đại diện bởi VV-ALKLINE. Vào năm 2014, anh bắt đầu một dự án thanh nhạc dưới tên "SawanoHiroyuki[nZk]''.

## Tiểu sử

### 1980–2003: Đầu đời
Sawano sinh ra ở Tokyo, Nhật Bản. Anh bắt đầu chơi dương cầm ở trường tiểu học. Vào thời điểm này, anh bị ảnh hưởng bởi ca sĩ kiêm nhạc sĩ người Nhật Aska, từ bộ đôi Chage và Aska (チャゲ&飛鳥), những bài hát của họ đã khiến anh mơ hồ về sự nghiệp làm việc trong ngành âm nhạc. Ở trường sơ trung, anh tham gia một ban nhạc và bắt đầu học organ, để phụ trách nhạc cụ này trong nhóm.
Từ năm 17 tuổi, Sawano đã theo học sáng tác, cải biên nhạc và hoà âm dưới sự chỉ dạy của giáo viên âm nhạc Tsuboi Nobuchika (坪井伸親). Khi đang học những năm cuối cấp 3, anh có mong muốn làm nhạc phim nên đã theo học tại một trường dạy nghề chuyên về sáng tác. Cũng chính tại ngôi trường ấy, anh đã có buổi biểu diễn âm nhạc đầu tiên trước công chúng. Vào khoảng thời gian này, anh thường nghe nhạc phim của Studio Ghibli, khiến anh bị ảnh hưởng bởi nhà soạn nhạc Hisaishi Joe.

### 2004 - nay: Sự nghiệp
Sự nghiệp nhạc sĩ của Sawano bắt đầu từ năm 2004, với nhiều bài hát được viết cho các nghệ sĩ khác. Năm 2006, anh phụ trách các tác phẩm nhạc phim đầu tiên của mình, hoạt động như một nhà soạn nhạc thực thụ kể từ đó.
Năm 2010, lần đầu tiên anh tham gia vào một tác phẩm lớn là Mobile Suit Gundam Unicorn, mà anh đề cập là đã từng làm việc với nó với hi vọng rằng loạt phim này sẽ mang lại lời đề nghị cho nhiều dự án tiếp theo.
Năm 2011, anh trở nên nổi tiếng hơn trong ngành với việc tham gia vào hai bộ anime nổi tiếng - Lam hỏa diệt quỷ và Guilty Crown—. Ở cả hai bộ phim, anh cũng cố gắng xây dựng mối quan hệ với một số ca sĩ, những người mà sẽ hợp tác với Sawano trong các tác phẩm sau này.
Vào năm 2013, với vai trò là nhà soạn nhạc cho anime chuyển thể từ loạt manga Đại chiến Titan của Isayama Hajime, đã khiến anh có được sự báo nhận. Trong năm, với tác phẩm của mình trong bộ truyện, anh đã giành được Giải thưởng Newtype Anime ở hạng mục Nhạc phim.
Năm 2014, anh khởi động dự án nhạc vocal dưới cái tên "SawanoHiroyuki [nZk]", sản xuất ra album đầu tiên là UnChild với Aimer là giọng ca chính, dưới cái tên SawanoHiroyuki[nZk]:Aimer. Kể từ đó, các bài hát của anh ấy trong dự án vocal này cũng được sử dụng làm chủ đề mở đầu và kết thúc cho nhiều anime khác nhau, bao gồm anime Aldnoah.Zero, Seraph of the End, Mobile Suit Gundam Unicorn RE:0096, Ginga Eiyū Densetsu, và Re:Creators. Dự án vocal của Sawano đã được chuyển đến hãng thu âm Sacra trực thuộc Sony Music Entertainment Nhật Bản, vào tháng 4 năm 2017.
Vào ngày 2 tháng 7 năm 2017, hợp đồng của Sawano với Legendoor đã bị chấm dứt sau khoảng 12 năm. Anh hiện được đại diện bởi VV-ALKLINE.
Vào năm 2020, Sawano bắt đầu một dự án hồi sinh nhạc phim có tên "Project 【emU】", nơi mà anh cải biên một tổ khúc cho soundtrack của loạt phim hoạt hình mà anh đã từng tham gia. Các tổ khúc này được thu âm và quay trong studio, với các nhạc sĩ và ca sĩ khách mời, sau đó tải lên kênh YouTube của Sawano, sau đó đã được phát hành cho Đại chiến người khổng lồ, Mobile Suit Gundam Unicorn, Vương miện tội tù và Thất hình đại tội. Vào tháng 2 năm 2021, Sawano tổ chức sự kiện hòa nhạc "Project 【emU】", "Sawano Hiroyuki LIVE 【emU】 2021", trong sự kiện, anh đã biểu diễn nhiều bài hát chính từ các anime mà anh từng phụ trách.
Vào ngày 13 tháng 3 năm 2022, Sawano tổ chức live solo "Hiroyuki Sawano LIVE [nZk]007", tại Diễn đàn Quốc tế Tōkyō. Sự kiện có sự góp mặt của các giọng ca khách mời Okano Akihito, Jean-Ken Johnny, ReoNa, mizuki, mpi, Benjamin, Laco và SennaRin. Sau đó, vào ngày 23 tháng 4, buổi live đã được truyền trực tiếp đến khán giả nước ngoài.
Ngày 1 tháng 9 năm 2022, Sawano công bố nhóm nhạc mới là NAQT VANE, trong đó anh sẽ đóng vai trò là nhà sản xuất tổng thể, sẽ hợp tác với ca sĩ Harukaze và Classic 6 với tư cách là giám đốc thiết kế. Ngoài ra còn có đĩa đơn đầu tay, tên "Break Free", sẽ được phát hành vào ngày 16 tháng 9 năm 2022.

## Phong cách âm nhạc và ảnh hưởng
Sawano đã nêu gương Hisaishi Joe, Kanno Yōko, Hans Zimmer và Danny Elfman là những nguồn cảm hứng chính.
Các tác phẩm của anh ấy có xu hướng đặt tựa đề cực kì lạ thường, những tựa đề bao gồm con số, kí hiệu và chữ cái từ hàng loạt bảng chữ cái khác nhau. Sawano nói rằng anh quyết định làm thế để mọi người "có thể nghe các bài hát theo cách riêng của họ và có phản ứng của riêng mình. Tôi không bao giờ muốn sửa chữa hình ảnh của những gì đang xảy ra trên màn hình trong tựa đề ca khúc".
Anh thường sử dụng điệp khúc và chuyển âm vực trong các đoạn nhạc của mình, nhằm mục đích mở rộng bài hát và làm cho nó trở nên mãnh liệt hơn.
Các ca khúc vocal của Sawano, ngoài tiếng Nhật, còn có lời bài hát bằng tiếng Anh và tiếng Đức, được thể hiện bởi các ca sĩ đến từ nhiều quốc tịch khác nhau.
Khi sáng tác cho loạt phim, anh thường viết nhạc trước khi làm bất kì tài liệu video hoặc hoạt hình nào.

## Các đĩa hát

### Dưới tư cách Sawano Hiroyuki

#### Album gốc
| Tựa đề                                                                                   | Chi tiết album                                                                                                 | Vị trí cao nhất |  |  |
| Tựa đề                                                                                   | Chi tiết album                                                                                                 | Tại Nhật        |  |  |
| ---------------------------------------------------------------------------------------- | --- | --------------- |  |  |
| Musica                                                                                   | - Phát hành: 7 tháng 7, 2009 (Nhật Bản) - Nhãn hiệu: Universal Sigma - Định dạng: CD, kĩ thuật số.             | —               |  |  |
| Scene                                                                                    | - Phát hành: 22 tháng 12, 2021 (Nhật Bản) - Nhãn hiệu: Sacra Music - Định dạng: CD, CD + Blu-ray, kĩ thuật số. | 36              |  |  |
| "—" biểu thị các bản phát hành không có xếp hạng hoặc không đủ điều kiện để lập xếp hạng | |                 |  |  |

#### Album biên soạn
| Tựa đề                      | Chi tiết album                                                                   | Vị trí cao nhất |
| Tựa đề                      | Chi tiết album                                                                   | Tại Nhật        |
| --------------------------- | -------------------------------------------------------------------------------- | --------------- |
| BEST OF VOCAL WORKS [nZk]   | - Phát hành: 4 tháng 2, 2015 (Nhật Bản) - Nhãn hiệu: DefSTAR - Định dạng: CD     | 6               |
| BEST OF SOUNDTRACK [emU]    | - Released: ngày 9 tháng 9 năm 2015 (Nhật Bản) - Nhãn hiệu: SME - Định dạng: CD  | 13              |
| Best of Vocal Works (nZk) 2 | - Phát hành: 8 tháng 4, 2020 (Nhật Bản) - Nhãn hiệu: Sacra Music - Định dạng: CD | 6               |

#### Đĩa đơn
| Tựa đề                                                                                    | Chi tiết đĩa đơn                                                                            | Vị trí cao nhất | Chú thích | Album                                              |
| Tựa đề                                                                                    | Chi tiết đĩa đơn                                                                            | Tại Nhật        | Chú thích | Album                                              |
| ----------------------------------------------------------------------------------------- | ------------------------------------------------------------------------------------------- | --------------- | --- | -------------------------------------------------- |
| "Yamanaiame"                                                                              | - Phát hành: 28 tháng 11, 2014 - Nhãn hiệu: Pony Canyon - Định dạng: CD, kĩ thuật số        | 55              | - "Yamanaiame" được dùng làm bài hát chủ đề kết thúc trong bộ phim tổng hợp Đại chiến Titan đầu tiên, Đại chiến Titan phần 1: Crimson Bow and Arrow. | Đại chiến Titan M 2 Original Soundtrack            |
| "theDOGS"                                                                                 | - Phát hành: 1 tháng 7, 2015 - Nhãn hiệu: Pony Canyon - Định dạng: CD, kĩ thuật số          | 55              | - "theDOGS" đã được dùng làm bài hát chủ đề kết thúc trong bộ phim tổng hợp Đại chiến Titan thứ hai, Đại chiến Titan phần 2: Wings of Freedom.       | Đại chiến Titan M 2 Original Soundtrack            |
| "βiοç <MK+nZk Version> / Ω"                                                               | - Phát hành: 27 tháng 4, 2015 - Nhãn hiệu: Aniplex - Định dạng: 7" vinyl                    | —               | - "βiοç <MK+nZk Version>" và "Ω" là bản cải biên từ các bản nhạc "βίος" và "Ω" của soundtrack anime Guilty Crown.                                    | Guilty Crown Complete Soundtrack                   |
| "KABANERIOFTHEIRONFORTRESS / Warcry"                                                      | - Released: ngày 8 tháng 10 năm 2016 - Nhãn hiệu: Aniplex - Định dạng: 7" vinyl             | —               | - "KABANERIOFTHEIRONFORTRESS" và "Warcry" được dùng làm nhạc nền của anime Kabaneri of the Iron Fortress.                                            | Kabaneri of the Iron Fortress: Original Soundtrack |
| "Never Stop"                                                                              | - Phát hành: 14 tháng 11, 2021 - Nhãn hiệu: Kay Production Records - Định dạng: Kĩ thuật số | —               | - "Never Stop" đã được sử dụng làm bài hát chủ đề kỉ niệm 4 năm trong trò chơi di động Knives Out.                                                   | Non-album single                                   |
| "—" biểu thị các bản phát hành không có xếp hạng hoặc không đủ điều kiện để lập xếp hạng. |                                                                                             |                 | |                                                    |

#### Liên quan
| Năm  | Tựa đề                                                                     | Nghệ sĩ | Vai trò | Album                                               | Tham khảo |
| ---- | -------------------------------------------------------------------------- | --- | --- | --------------------------------------------------- | --------- |
| 2004 | "Feel the moon"                                                            | Chen Min | Soạn nhạc | MOON                                                | [ 38 ]    |
| 2004 | "FALL IN LOVE"                                                             | Lena Park | Soạn nhạc | COSMORAMA                                           | [ 38 ]    |
| 2005 | "Kaze no DIVA" (風のDIVA "Kaze no DIVA")                                   | Chen Min | Soạn nhạc cải biên nhạc cụ dây | Koigoromo                                           | [ 38 ]    |
| 2006 | "Chef" (シェフ "Chef")                                                     | Shintaro Kudo | Cải biên | Let's Love!                                         | [ 38 ]    |
| 2006 | "Chiisana Ginga" (小さな銀河)                                              | Sakai Kanako | \| data-sort-value="" style="background: var(--background-color-interactive, #ececec); color: var(--color-base, inherit); vertical-align: middle; text-align: center; " class="table-na" \| Non-album single           | [ 39 ]                                              |           |
| 2006 | "Tsuki no Yoru" (月の夜)                                                   | Lưu Diệc Phi | \| data-sort-value="" style="background: var(--background-color-interactive, #ececec); color: var(--color-base, inherit); vertical-align: middle; text-align: center; " class="table-na" \| Non-album single           | All My Words                                        | [ 11 ]    |
| 2006 | "Prelude -we are not alone-"                                               | Fumi Oto | rowspan="2" data-sort-value="" style="background: var(--background-color-interactive, #ececec); color: var(--color-base, inherit); vertical-align: middle; text-align: center; " class="table-na" \| Non-album singles | [ 40 ]                                              |           |
| 2006 | "Ima wo Dakishimete" (今を抱きしめて)                                      | Nabatame Hitomi | Soạn nhạc cải biên | [ 41 ]                                              |           |
| 2007 | "grief ~crossing sadness~" (grief 〜跨越悲傷〜 "grief ~crossing sadness~") | Chen Min | Soạn nhạc cải biên | Pray -two as one-                                   | [ 38 ]    |
| 2007 | "THIS WAY B.O.R. ver."                                                     | DEPAPEPE | Cải biên | BEGINNING OF THE ROAD 〜collection of early songs〜 | [ 11 ]    |
| 2007 | "Squall"                                                                   | Shintaro Kudo | Cải biên | Let's Love!                                         |           |
| 2007 | "Kuhaku no Tsuki" (空白の月 "Kuhaku no Tsuki")                             | Shintaro Kudo | Cải biên | Let's Love!                                         |           |
| 2007 | "Nagare no Naka de" (流れの中で)                                           | Rip Slyme | Dương cầm | FUNFAIR                                             | [ 11 ]    |
| 2008 | "That's The Way It Is"                                                     | melody. | data-sort-value="" style="background: var(--background-color-interactive, #ececec); color: var(--color-base, inherit); vertical-align: middle; text-align: center; " class="table-na" \| Non-album single              | [ 11 ]                                              |           |
| 2008 | "To You"                                                                   | Skoop On Somebody | Cải biên | STAY or SHINE                                       | [ 11 ]    |
| 2008 | "Umikara Hajimaru Monogatari" (海から始まる物語)                           | Minami Kuribayashi | Cải biên | Dream Link                                          | [ 42 ]    |
| 2008 | "PRAY"                                                                     | indigo blue | Cải biên | indigo blue 3 ～magic carpet～                      |           |
| 2008 | "Itoshisetsuna Namida" (イトシセツナナミダ "Itoshisetsuna Namida")         | data-sort-value="" style="background: var(--background-color-interactive, #ececec); color: var(--color-base, inherit); vertical-align: middle; text-align: center; " class="table-na" \| Non-album single | Cải biên |                                                     |           |
| 2010 | "SAKURA Road"                                                              | indigo blue | Cải biên | SHORELY                                             |           |
| 2011 | "Bolero ~Passion on Ice~                                                   | Tomotaka Okamoto | Cải biên | Kimi no Tame ni Utaou                               |           |
| 2013 | "Neo Fantasia"                                                             | Minori Chihara | Soạn nhạc cải biên | Neo Fantasia                                        | [ 43 ]    |
| 2013 | "RE:I AM"                                                                  | Aimer | Soạn nhạc viết ca từ cải biên sản xuất soạn chương trình dương cầm | Midnight Sun                                        | [ 44 ]    |
| 2014 | "StarRingChild"                                                            | Aimer | Soạn nhạc viết ca từ cải biên sản xuất dương cầm organ & nhạc cụ khác | Midnight Sun                                        | [ 44 ]    |
| 2016 | "ninelie"                                                                  | Aimer với chelly (EGOIST) | Soạn nhạc viết ca từ cải biên sản xuất dương cầm organ & nhạc cụ khác | Daydream                                            | [ 45 ]    |
| 2017 | "Ah Yeah!! (produced by Hiroyuki Sawano)"                                  | SukimaSwitch | Cải biên soạn nhạc | re:Action                                           | [ 46 ]    |
| 2017 | "Alive"                                                                    | Do As Infinity | Soạn nhạc cải biên sản xuất dương cầm organ & nhạc cụ khác | Alive                                               | [ 47 ]    |
| 2017 | "Iron Hornet"                                                              | Do As Infinity | Soạn nhạc cải biên sản xuất dương cầm organ & nhạc cụ khác | Alive                                               | [ 47 ]    |
| 2017 | "Keshin no Juu" (化身の獣)                                                 | Do As Infinity | Soạn nhạc cải biên sản xuất dương cầm organ & nhạc cụ khác | Alive                                               | [ 48 ]    |
| 2017 | "Silver Moon"                                                              | Do As Infinity | Soạn nhạc cải biên sản xuất dương cầm organ & nhạc cụ khác | Alive                                               | [ 49 ]    |
| 2017 | "To Know You"                                                              | Do As Infinity | Soạn nhạc cải biên sản xuất dương cầm organ & nhạc cụ khác | Alive                                               | [ 49 ]    |
| 2017 | "Yuiitsu no Shinjitsu" (唯一の真実)                                        | Do As Infinity | Soạn nhạc cải biên sản xuất dương cầm organ & nhạc cụ khác | Alive                                               | [ 49 ]    |
| 2018 | "-prologue-"                                                               | Do As Infinity | Soạn nhạc cải biên sản xuất dương cầm organ & nhạc cụ khác | Alive                                               | [ 49 ]    |
| 2018 | "-epilogue-"                                                               | Do As Infinity | Soạn nhạc cải biên sản xuất dương cầm organ & nhạc cụ khác | Alive                                               | [ 49 ]    |
| 2018 | "Get Over It"                                                              | Do As Infinity | Soạn nhạc cải biên sản xuất dương cầm organ & nhạc cụ khác | Alive                                               | [ 49 ]    |
| 2018 | "Hi no Tori" (火の鳥)                                                      | Do As Infinity | Soạn nhạc cải biên sản xuất dương cầm organ & nhạc cụ khác | Alive                                               | [ 49 ]    |
| 2018 | "His/Story"                                                                | Nishikawa Takanori | Soạn nhạc cải biên sản xuất dương cầm organ & nhạc cụ khác | SINGularity                                         | [ 50 ]    |
| 2018 | "Roll The Dice"                                                            | Nishikawa Takanori | Soạn nhạc cải biên sản xuất dương cầm organ & nhạc cụ khác | SINGularity                                         | [ 50 ]    |
| 2019 | "SINGularity"                                                              | Nishikawa Takanori | Soạn nhạc cải biên sản xuất dương cầm organ & nhạc cụ khác | SINGularity                                         | [ 51 ]    |
| 2019 | "i-mage <in/AR>"                                                           | Aimer | Soạn nhạc viết ca từ cải biên sản xuất dương cầm organ & nhạc cụ khác | Penny Rain                                          | [ 52 ]    |
| 2019 | "Crescent Cutlass"                                                         | Takanori Nishikawa | Soạn nhạc cải biên sản xuất dương cầm organ & nhạc cụ khác | SINGularity II -Kakeisei no protoCOL-               | [ 53 ]    |
| 2019 | "Claymore"                                                                 | Takanori Nishikawa | Soạn nhạc cải biên sản xuất dương cầm organ & nhạc cụ khác | SINGularity II -Kakeisei no protoCOL-               | [ 54 ]    |
| 2019 | "CALL & PRAY"                                                              | Hey! Say! JUMP | Soạn nhạc viết ca từ cải biên | PARADE                                              | [ 55 ]    |
| 2019 | "Unti-L <100S-R2>                                                          | ASCA with mizuki | Soạn nhạc viết ca từ cải biên | Hyakka Ryouran                                      | [ 56 ]    |
| 2020 | "3 A.M."                                                                   | Survive Said The Prophet | Cải biên | Inside Your Head                                    | [ 57 ]    |
| 2020 | "Koko" (ココ "Koko")                                                       | Taiiku Okazaki feat. Beverly | Cải biên | Pokémon the Movie: Koko Theme Song Collection       | [ 58 ]    |
| 2021 | "Hikari Are" (光あれ "Hikari Are")                                         | Akihito Okano | \| rowspan="2" data-sort-value="" style="background: #DDF; vertical-align: middle; text-align: center; " class="no table-no2" \| TBA                                                                                   | [ 59 ]                                              |           |
| 2021 | "Sono Saki no Hikari e" (その先の光へ "Sono Saki no Hikari e")             | Akihito Okano | \| rowspan="2" data-sort-value="" style="background: #DDF; vertical-align: middle; text-align: center; " class="no table-no2" \| TBA                                                                                   | [ 60 ]                                              |           |
| 2021 | "Judgement"                                                                | Takanori Nishikawa | \| rowspan="2" data-sort-value="" style="background: #DDF; vertical-align: middle; text-align: center; " class="no table-no2" \| TBA                                                                                   | SINGularity II -Kakeisei no protoCOL-               | [ 61 ]    |
| 2021 | "kIng"                                                                     | Emiko Suzuki | Soạn nhạc viết ca từ cải biên sản xuất dương cầm | 5 Senses                                            | [ 62 ]    |
| 2022 | "dust"                                                                     | SennaRin | Soạn nhạc cải biên sản xuất dương cầm organ & nhạc cụ khác | Dignified EP                                        | [ 63 ]    |
| 2022 | "BEEP"                                                                     | SennaRin | Soạn nhạc cải biên sản xuất dương cầm organ & nhạc cụ khác | Dignified EP                                        | [ 63 ]    |
| 2022 | "Limit-tension"                                                            | SennaRin | Soạn nhạc cải biên sản xuất dương cầm organ & nhạc cụ khác | Dignified EP                                        | [ 63 ]    |
| 2022 | "Akashi" (証 "Akashi")                                                     | SennaRin | Soạn nhạc cải biên sản xuất dương cầm organ & nhạc cụ khác | Dignified EP                                        | [ 63 ]    |
| 2022 | "Dignified-IN"                                                             | SennaRin | Soạn nhạc cải biên sản xuất dương cầm organ & nhạc cụ khác | Dignified EP                                        | [ 63 ]    |
| 2022 | "Dignified-OUT"                                                            | SennaRin | Soạn nhạc cải biên sản xuất dương cầm organ & nhạc cụ khác | Dignified EP                                        | [ 63 ]    |
| 2022 | "melt"                                                                     | SennaRin | Soạn nhạc viết ca từ cải biên sản xuất dương cầm organ & nhạc cụ khác | Dignified EP                                        | [ 63 ]    |
| 2022 | "pARTs"                                                                    | Natumi. | \| data-sort-value="" style="background: #DDF; vertical-align: middle; text-align: center; " class="no table-no2" \| TBA                                                                                               | [ 64 ]                                              |           |
| 2022 | "Shikisai" (色彩 "Shikisai")                                               | Riria. | Soạn nhạc cải biên sản xuất dương cầm organ & nhạc cụ khác | BUBBLE Original Motion Picture Soundtrack           | [ 65 ]    |
| 2022 | "Tot Musica"                                                               | Ado | Soạn nhạc cải biên sản xuất | Uta no Uta: One Piece Film: Red                     | [ 66 ]    |

### Dưới tư cách SawanoHiroyuki[nZk]

#### Album
| o1                                                                   | - Phát hành: 9 tháng 9, 2015 (Nhật Bản) - Nhãn hiệu: SME Records - Định dạng: CD, CD + DVD, kĩ thuật số.    | SawanoHiroyuki[nZk]: | 7 | 1 |
| 2V-ALK                                                               | - Phát hành: 20 tháng 9, 2017 (Nhật Bản) - Label: Sacra Music - Định dạng: CD, CD + Blu-ray, kĩ thuật số    | SawanoHiroyuki[nZk]: | 3 | — |
| R∃/MEMBER                                                            | - Phát hành: 6 tháng 3, 2019 (Nhật Bản) - Nhãn hiệu: Sacra Music - Định dạng: CD, CD + Blu-ray, kĩ thuật số | SawanoHiroyuki[nZk]: | 6 | — |
| iv                                                                   | - Phát hành: 3 tháng 3, 2021 (Nhật Bản) - Nhãn hiệu: Sacra Music - Định dạng: CD, CD + Blu-ray, kĩ thuật số | SawanoHiroyuki[nZk]: | 9 | — |
| "—" denotes releases that did not chart or were ineligible to chart. | |                      |   |   |

#### Album hợp tác
| Tựa đề  | Chi tiết album                                                                                     | Biểu diễn                 | Vị trí cao nhất |
| Tựa đề  | Chi tiết album                                                                                     | Biểu diễn                 | Tại Nhật        |
| ------- | -------------------------------------------------------------------------------------------------- | ------------------------- | --------------- |
| UnChild | - Phát hành: 25 tháng 6, 2014 (Nhật Bản) - Nhãn hiệu: Defstar Records - Định dạng: CD, kĩ thuật số | SawanoHiroyuki[nZk]:Aimer | 10              |

## Tác phẩm âm nhạc

### Anime
| Năm  | Tựa đề                                                      | Vai trò                                                                   | Ref(s)          |
| ---- | ----------------------------------------------------------- | ------------------------------------------------------------------------- | --------------- |
| 2006 | Soul Link                                                   | Soạn nhạc                                                                 | [ 72 ]          |
| 2006 | Yoake Mae yori Ruriiro na: Crescent Love                    | Soạn nhạc Sáng tác, cải biên bài hát chủ đề mở đầu                        | [ 73 ]          |
| 2006 | Project Blue Earth SOS                                      | Làm nhạc video quảng cáo                                                  |                 |
| 2007 | Kishin Taisen Gigantic Formula                              | Soạn nhạc                                                                 | [ 74 ]          |
| 2007 | Zombie-Loan                                                 | Soạn nhạc                                                                 | [ 75 ]          |
| 2009 | Sengoku Basara: Samurai Kings                               | Soạn nhạc                                                                 | [ 76 ]          |
| 2010 | Mobile Suit Gundam Unicorn                                  | Soạn nhạc Soạn nhạc, cải biên, viết ca từ bài hát chủ đề thứ 6, 7         | [ 77 ]          |
| 2010 | Sengoku Basara II                                           | Soạn nhạc                                                                 | [ 78 ]          |
| 2011 | Lam hỏa diệt quỷ                                            | Soạn nhạc                                                                 | [ 79 ]          |
| 2011 | Sengoku Basara: The Last Party                              | Soạn nhạc                                                                 | [ 80 ]          |
| 2011 | Guilty Crown                                                | Soạn nhạc                                                                 | [ 81 ]          |
| 2012 | Guilty Crown: Lost Christmas – An Episode of Port Town      | Soạn nhạc                                                                 |                 |
| 2012 | Lam hoả diệt quỷ: The Movie                                 | Soạn nhạc                                                                 | [ 82 ]          |
| 2013 | Đại chiến Titan                                             | Soạn nhạc                                                                 | [ 83 ] [ 84 ]   |
| 2013 | Kill la Kill                                                | Soạn nhạc                                                                 | [ 85 ]          |
| 2013 | Đại chiến Titan OVA                                         | Soạn nhạc                                                                 |                 |
| 2014 | Aldnoah.Zero                                                | Soạn nhạc Soạn nhạc, cải biên, viết ca từ bài hát chủ đề kết thúc         | [ 86 ]          |
| 2014 | Thất hình đại tội                                           | Soạn nhạc(các bản nhạc khác của Wada Takafumi)                            | [ 87 ]          |
| 2014 | Đại chiến Titan Movie Phần 1: Crimson Bow and Arrow         | Soạn nhạc Soạn nhạc, cải biên bài hát chủ đề kết thúc                     | [ 88 ]          |
| 2014 | Đại chiến Titan: No Regrets                                 | Soạn nhạc                                                                 | [ 89 ]          |
| 2015 | Aldnoah.Zero Phần 2                                         | Soạn nhạc Soạn nhạc, cải biên, viết ca từ bài hát chủ đề mở đầu           | [ 90 ]          |
| 2015 | Thiên thần diệt thế                                         | (các bản nhạc khác của Wada Takafumi, Tachibana Asami & Shiraishi Megumi) | [ 91 ] [ 92 ]   |
| 2015 | Thất hình đại tội OVA                                       | Soạn nhạc                                                                 |                 |
| 2015 | Đại chiến Titan Movie Part 2: Wings of Freedom              | Soạn nhạc Soạn nhạc, cải biên bài hát chủ đề kết thúc                     | [ 93 ]          |
| 2015 | Seraph of the End: Battle in Nagoya                         | (other tracks by Takafumi Wada, Asami Tachibana & Megumi Shiraishi)       | [ 94 ]          |
| 2016 | Mobile Suit Gundam Unicorn RE:0096                          | Soạn nhạc Soạn nhạc, cải biên, viết ca từ bài hát chủ đề mở đầu, kết thúc | [ 95 ]          |
| 2016 | Kabaneri of the Iron Fortress                               | Soạn nhạc Soạn nhạc, cải biên bài hát chủ đề kết thúc                     | [ 96 ]          |
| 2016 | Thất hình đại tội: Signs of Holy War                        | Soạn nhạc (các bản nhạc khác của Wada Takafumi)                           | [ 97 ]          |
| 2017 | Lam hoả diệt quỷ: Kyoto Saga                                | Soạn nhạc (các bản nhạc khác của Yamamoto Kohta)                          | [ 98 ]          |
| 2017 | Đại chiến Titan Mùa 2                                       | Soạn nhạc                                                                 | [ 99 ]          |
| 2017 | Re:Creators                                                 | Soạn nhạc Soạn nhạc, cải biên bài hát chủ đề mở đầu                       | [ 100 ]         |
| 2017 | Juni Taisen: Zodiac War                                     | Soạn nhạc, cải biên, sản xuất bài hát chủ đề kết thúc                     | [ 48 ]          |
| 2017 | Titan: Lost Girls                                           | Soạn nhạc Soạn nhạc, cải biên bài hát chủ đề kết thúc                     | [ 101 ]         |
| 2018 | Đại chiến Titan: The Roar of Awakening                      | Soạn nhạc Soạn nhạc, cải biên bài hát chủ đề kết thúc                     | [ 102 ]         |
| 2018 | Thất hình đại tội: Revival of The Commandments              | Soạn nhạc (các bản nhạc khác của Wada Takafumi & Yamamoto Kohta)          | [ 103 ]         |
| 2018 | The Legend of the Galactic Heroes: Die Neue These Kaikō     | Soạn nhạc, cải biên bài hát chủ đề mở đầu                                 | [ 104 ]         |
| 2018 | Đại chiến Titan Mùa 3                                       | Soạn nhạc                                                                 | [ 105 ]         |
| 2018 | Thất hình đại tội the Movie: Prisoners of the Sky           | Soạn nhạc (các bản nhạc khác của Takafumi Wada)                           | [ 106 ]         |
| 2018 | Mobile Suit Gundam Narrative                                | Composer Theme song composer and arranger                                 | [ 107 ]         |
| 2019 | Đại chiến Titan Mùa 3 Phần 2                                | Soạn nhạc                                                                 | [ 108 ]         |
| 2019 | Kabaneri of the Iron Fortress: Unato Decisive Battle        | Soạn nhạc                                                                 | [ 109 ]         |
| 2019 | Promare                                                     | Soạn nhạc                                                                 | [ 110 ]         |
| 2019 | The Legend of the Galactic Heroes: Die Neue These Seiran    | Soạn nhạc, cải biên bài hát chủ đề mở đầu, kết thúc                       | [ 111 ]         |
| 2019 | Thất hình đại tội: Wrath of the Gods                        | Soạn nhạc (các bản nhạc khác của Yamamoto Kohta)                          | [ 112 ]         |
| 2019 | Fate/strange fake                                           | Làm nhạc video quảng cáo.                                                 | [ 113 ]         |
| 2020 | Kingdom Mùa 3                                               | (các bản nhạc khác của Yamamoto Kohta)                                    | [ 114 ]         |
| 2020 | No Guns Life Mùa 2                                          | Soạn nhạc, cải biên bài hát chủ đề mở đầu                                 | [ 115 ]         |
| 2020 | Đại chiến Titan: Chronicle                                  | Soạn nhạc                                                                 |                 |
| 2020 | Đại chiến Titan: The Final Season                           | Soạn nhạc (các bản nhạc khác của Yamamoto Kohta)                          | [ 116 ]         |
| 2021 | Thất hình đại tội: Dragon's Judgement                       | (các bản nhạc khác của Wada Takafumi & Yamamoto Kohta)                    | [ 117 ]         |
| 2021 | 86                                                          | (các bản nhạc khác của Yamamoto Kohta)                                    | [ 118 ]         |
| 2021 | Mobile Suit Gundam: Hathaway's Flash                        | Soạn nhạc                                                                 | [ 119 ]         |
| 2021 | Thất hình đại tội: Cursed by Light                          | (các bản nhạc khác của Yamamoto Kohta)                                    | [ 120 ] [ 121 ] |
| 2021 | 86 Phần 2                                                   | Soạn nhạc (các bản nhạc khác của Yamamoto Kohta)                          | [ 122 ]         |
| 2022 | Đại chiến Titan: The Final Season Phần 2                    | Soạn nhạc (các bản nhạc khác của Yamamoto Kohta)                          | [ 123 ]         |
| 2022 | The Legend of the Galactic Heroes: Die Neue These Gekitotsu | Soạn nhạc, cải biên, sản xuất bài hát chủ đề mở đầu, kết thúc             | [ 124 ]         |
| 2022 | Gunjō no Fanfāre                                            | Soạn nhạc Soạn nhạc, cải biên bài hát chủ đề kết thúc                     | [ 125 ] [ 126 ] |
| 2022 | Kingdom Mùa 4                                               | Soạn nhạc (các bản nhạc khác của Yamamoto Kohta)                          | [ 127 ]         |
| 2022 | Kyōkai Senki, "War Machines on the Borderline" Phần 2       | Soạn nhạc, cải biên, sản xuất bài hát chủ đề kết thúc                     | [ 128 ]         |
| 2022 | Bong bóng                                                   | Soạn nhạc                                                                 | [ 129 ]         |
| 2022 | One Piece Film: Red                                         | Soạn nhạc, cải biên, sản xuất bài hát chèn vào                            | [ 66 ]          |
| 2022 | Dragon Raja                                                 | Soạn nhạc, cải biên, sản xuất bài hát chủ đề mở đầu                       | [ 130 ]         |
| 2022 | Bleach: Huyết chiến ngàn năm                                | Soạn nhạc, cải biên, sản xuất bài hát chủ đề kết thúc                     | [ 131 ]         |
| 2022 | Thất hình đại tội: Grudge of Edinburgh Phần 1               | Soạn nhạc (các bản nhạc khác của Yamamoto Kohta)                          | [ 132 ]         |
| 2022 | Fate/strange fake: Whisper of Dawn                          | Soạn nhạc                                                                 | [ 133 ]         |
| 2023 | Ōyukiumi no Kaina                                           | Soạn nhạc bài hát chủ đề chính                                            | [ 134 ]         |
| 2023 | Chỉ mình tôi thăng cấp                                      | Soạn nhạc                                                                 | [ 135 ]         |

## Giải thưởng và đề cử
| Năm  | Giải thưởng                                | Hạng mục | Tác phẩm/Đề cử | Kết quả | Tham khảo |
| ---- | ------------------------------------------ | --- | --- | ------- | --------- |
| 2006 | Giải thưởng Học viện Kịch nghệ Truyền hình | Giải thưởng Âm nhạc | Team Medical Dragon\| style="background: #99FF99; color: black; vertical-align: middle; text-align: center; " class="yes table-yes2"\|Đoạt giải                                                                                        | [ 136 ] |           |
| 2006 | Giải thưởng Học viện Kịch nghệ Truyền hình | Giải thưởng Âm nhạc | A Song to the Sun\| style="background: #99FF99; color: black; vertical-align: middle; text-align: center; " class="yes table-yes2"\|Đoạt giải                                                                                          | [ 137 ] |           |
| 2013 | Giải thưởng Newtype Anime                  | Soundtrack | Đại chiến Titan\| style="background: #99FF99; color: black; vertical-align: middle; text-align: center; " class="yes table-yes2"\|Đoạt giải                                                                                            | [ 138 ] |           |
| 2014 | Tokyo Anime Award                          | Âm nhạc Hay nhất | style="background: #99FF99; color: black; vertical-align: middle; text-align: center; " class="yes table-yes2"\|Đoạt giải | [ 139 ] |           |
| 2014 | Giải thưởng Newtype Anime                  | Soundtrack | Kill la Kill\| style="background: #99FF99; color: black; vertical-align: middle; text-align: center; " class="yes table-yes2"\|Đoạt giải                                                                                               | [ 140 ] |           |
| 2014 | Giải thưởng Newtype Anime                  | Soundtrack | data-sort-value="" style="background: var(--background-color-interactive, #ececec); color: var(--color-base, inherit); vertical-align: middle; text-align: center; " class="table-na" \| 6th place                                     | [ 141 ] |           |
| 2015 | Tokyo Anime Award                          | Âm nhạc Hay nhất | style="background: #99FF99; color: black; vertical-align: middle; text-align: center; " class="yes table-yes2"\|Đoạt giải | [ 142 ] |           |
| 2015 | JASRAC Awards                              | Domestic Works | data-sort-value="" style="background: var(--background-color-interactive, #ececec); color: var(--color-base, inherit); vertical-align: middle; text-align: center; " class="table-na" \| Silver Award                                  | [ 143 ] |           |
| 2015 | Annual Game Music Awards                   | Nghệ sĩ Xuất sắc - Người mới | style="background: #99FF99; color: black; vertical-align: middle; text-align: center; " class="yes table-yes2"\|Đoạt giải | [ 144 ] |           |
| 2015 | Japan Gold Disc Award                      | Album Hoạt hình của Năm | style="background: #99FF99; color: black; vertical-align: middle; text-align: center; " class="yes table-yes2"\|Đoạt giải | [ 145 ] |           |
| 2015 | Giải thưởng Newtype Anime                  | Soundtrack | style="background: #99FF99; color: black; vertical-align: middle; text-align: center; " class="yes table-yes2"\|Đoạt giải | [ 146 ] |           |
| 2015 | Giải thưởng Newtype Anime                  | Soundtrack | data-sort-value="" style="background: var(--background-color-interactive, #ececec); color: var(--color-base, inherit); vertical-align: middle; text-align: center; " class="table-na" \| 6th place                                     | [ 147 ] |           |
| 2015 | Giải thưởng Newtype Anime                  | Bài hát Chủ đề | data-sort-value="" style="background: var(--background-color-interactive, #ececec); color: var(--color-base, inherit); vertical-align: middle; text-align: center; " class="table-na" \| 10th place                                    | [ 147 ] |           |
| 2016 | Giải thưởng Newtype Anime                  | Soundtrack | Kabaneri of the Iron Fortress\| style="background: #99FF99; color: black; vertical-align: middle; text-align: center; " class="yes table-yes2"\|Đoạt giải                                                                              | [ 148 ] |           |
| 2017 | Tokyo Anime Award                          | Âm thanh/Trình diễn Tốt nhất | style="background: #99FF99; color: black; vertical-align: middle; text-align: center; " class="yes table-yes2"\|Đoạt giải | [ 149 ] |           |
| 2017 | Giải thưởng Newtype Anime                  | Soundtrack Hay nhất | data-sort-value="" style="background: var(--background-color-interactive, #ececec); color: var(--color-base, inherit); vertical-align: middle; text-align: center; " class="table-na" \| 5th place                                     | [ 150 ] |           |
| 2017 | Giải thưởng Newtype Anime                  | Soundtrack Hay nhất | data-sort-value="" style="background: var(--background-color-interactive, #ececec); color: var(--color-base, inherit); vertical-align: middle; text-align: center; " class="table-na" \| 10th place                                    | [ 150 ] |           |
| 2019 | Giải thưởng Newtype Anime                  | Soundtrack Hay nhất | data-sort-value="" style="background: var(--background-color-interactive, #ececec); color: var(--color-base, inherit); vertical-align: middle; text-align: center; " class="table-na" \| 3th place                                     | [ 151 ] |           |
| 2019 | Giải thưởng Newtype Anime                  | Soundtrack Hay nhất | data-sort-value="" style="background: var(--background-color-interactive, #ececec); color: var(--color-base, inherit); vertical-align: middle; text-align: center; " class="table-na" \| 8th place                                     | [ 151 ] |           |
| 2022 | 6th Crunchyroll Anime Awards               | Best Score | 86\|style="background: #FDD; color: black; vertical-align: middle; text-align: center; " class="no table-no2"\|Đề cử | [ 152 ] |           |
| 2022 | Giải thưởng Anime Trending lần thứ 8       | Soundtrack Hay nhất\| style="background: #99FF99; color: black; vertical-align: middle; text-align: center; " class="yes table-yes2"\|Đoạt giải | 86\|style="background: #FDD; color: black; vertical-align: middle; text-align: center; " class="no table-no2"\|Đề cử | [ 153 ] |           |
| 2022 | Giải thưởng Anime Trending lần thứ 8       | Soundtrack Hay nhất\| style="background: #99FF99; color: black; vertical-align: middle; text-align: center; " class="yes table-yes2"\|Đoạt giải | Đại chiến Titan: The Final Season\| data-sort-value="" style="background: var(--background-color-interactive, #ececec); color: var(--color-base, inherit); vertical-align: middle; text-align: center; " class="table-na" \| 3rd place | [ 153 ] |           |
| 2022 | Giải thưởng Anime Trending lần thứ 8       | Bài hái chủ đề kết thúc hay nhất | style="background: #99FF99; color: black; vertical-align: middle; text-align: center; " class="yes table-yes2"\|Đoạt giải | [ 153 ] |           |